# Ögeltjärnen (Sollefteå socken, Ångermanland)
Ögeltjärnen är en sjö i Sollefteå kommun i Ångermanland och ingår i Ångermanälvens huvudavrinningsområde.